# Wiener Koordinationsparcours
Der Wiener Koordinationsparcours (WKP) ist ein von Siegbert A. Warwitz entwickeltes, standardisiertes und normiertes sportmotorisches Testverfahren zur Erfassung der Bewegungskoordination. Der Anwendungsbereich umfasst männliche und weibliche Jugendliche zwischen 11 und 21 Jahren sowie Sportstudierende beiderlei Geschlechts.

## Entstehungsgeschichte
Der WKP entstand in den Jahren 1964/1965 im Rahmen eines Forschungsprojekts der Universität Wien zu der Frage statistisch relevanter Zusammenhänge zwischen dem Kombinatorischen Denken und der Bewegungskoordination. Den Namen erhielt er nach dem Ort seines Entstehens, dem Testinhalt und der Art der Testkonstruktion. Er wurde in Kooperation mit Wiener Schulen standardisiert und geeicht. Die Normierung erfolgte zunächst für die Population 17- bis 21-jährige Gymnasialschüler. In einer repräsentativen Stichprobe für das deutsche Bundesland Nordrhein-Westfalen wurden dazu 774 Schülerinnen und Schüler aus 43 Klassen in 18 Städten und Gemeinden den Experimentalverfahren unterzogen. Diese wurden zehn Jahre später in Baden-Württemberg von speziell geschulten Studenten nochmals wiederholt und auf dem Signifikanzniveau p = 1 % und einer Population von N = 2778 in ihren Resultaten bestätigt. Im Rahmen von wissenschaftlichen Examensarbeiten konnten die Normentafeln in den Jahren 1975 bis 1981 bis zu der Altersstufe der Elfjährigen und für die spezielle Gruppe der Sportstudierenden erweitert werden. Bei den Zehnjährigen war mit einer zu hohen Ausfallquote die Grenze des Anwendungsbereichs erreicht. So lag ab 1982 ein ausgereiftes Testverfahren auf der Basis von 3668 Testabnahmen und Jahrgangsstichproben von N > 100 vor. Nach der Spiegelung im Internet wird der WKP heute am häufigsten bei Eignungsprüfungen für das Sportstudium an Universitäten, Akademien und Sporthochschulen eingesetzt.

## Testkonzeption
Der Wiener Koordinationsparcours (WKP) ist eine aus acht Einzelaufgaben bestehende heterogene Testbatterie. Er macht die Qualität der Bewegungskoordination quantitativ messbar und damit einer objektiven Beurteilung zugänglich. Ausgangsgedanke ist die Tatsache, dass sich die Anforderungen an das Koordinationsvermögen mit der Schnelligkeit der Bewegungsabläufe graduell erhöhen. Die Grundschwierigkeit der Items ist dabei so angelegt, dass sie bei langsamem Tempo von möglichst jedem Probanden problemlos zu bewältigen sind. Mit der gesteigerten Geschwindigkeit erfolgt dann eine Differenzierung des Fähigkeitsprofils.
Der WKP zerlegt die komplexe Fähigkeit Koordination in ihre wichtigsten Komponenten und prüft diese über entsprechende Aufgabenstellungen gesondert ab. Dabei kommt der Aufeinanderfolge der Items eine ebenso bedeutsame Funktion zu wie den Aufgaben selbst. Die Testkonstruktion berücksichtigt auch das für die Koordination wichtige Zusammenspiel von Wahrnehmungselementen, kognitiven Merkmalen und Gegebenheiten des physischen Bewegungsapparats. Der Proband muss den Parcours überblicken, die Folgeaufgaben jeweils schon gedanklich einbeziehen (antizipieren) und seine Bewegungsgestaltung entsprechend kontrollieren.
Das mit dem WKP geprüfte Faktorenspektrum umfasst das Raumerfassungsvermögen, die Kontrolle über die Lage im Raum (Raumorientierung), die Beherrschung ganzkörperlicher Lageveränderungen (Bewegungssteuerung), die Abstimmung von Kraft und Geschwindigkeit (Bewegungsfluss), die Bewegungspräzision, die motorische Einstellung auf Raum und Gegenstände (Flexibilität), die Wendigkeit (Beweglichkeit), die Geschmeidigkeit der Bewegungsabläufe (Bewegungsökonomie), das Zusammenspiel von Teilkörperbewegungen (Bewegungskopplung), den Gleichgewichtssinn, das Antizipationsvermögen.

## Testbatterie
Gemäß der Planskizze von Warwitz ist der Parcours in folgender Reihenfolge zu absolvieren:

### Aufgaben
1. Rolle rückwärts – Rolle vorwärts auf Bodenmatten
2. 360°-Drehung um die Körperlängsachse (Umsprung/Umtreten)
3. Balancieren über eine umgedrehte Langbank bis zu einer Markierung
4. Achterlauf um zwei durch ein Gummiseil miteinander verbundene Ständer, wobei das Seil bei einer Schleife zu unterlaufen, bei der anderen zu überspringen ist
5. Slalomrollen: Der in einem Gymnastikring bereitliegende Medizinball (2 kg) ist mit den Händen oder Füßen slalommäßig um fünf Kegel zu rollen und wieder sicher im Ring abzulegen. Fehler wie das Umwerfen eines Kegels oder unsicheres Deponieren des Medizinballs sind sofort zu korrigieren.
6. Kreuzsprungkombination: Mittels Klebestreifen wird ein Kästchenmuster am Boden markiert. Der Proband nimmt die Ausgangsstellung (Linker Fuß an der Position 0) ein und überspringt entsprechend der Zahlenfolge jeweils mit dem äußeren Bein, also kreuzweise, das mittlere Kästchenfeld, bis er mit dem neunten Sprung beidbeinig an der Position 9/10 zum Stand kommt Fehler wie das Auslassen eines Sprunges oder das Betreten des Mittelfeldes führen zur Wiederholung der ganzen Aufgabe.
7. Karreehüpfen: Ein mit Klebestreifen auf dem Boden markiertes Quadrat ist durch Hüpfen auf einem Bein je einmal nach vor- und rückwärts, rechts, links und vorwärts, also fünfmal, zu überspringen. Fehler wie das Auslassen eines Sprunges oder das Betreten des Innenfeldes erfordern eine Wiederholung der Aufgabe.
8. Hindernisklettern: Ein quer gestellter Stufenbarren ist als Hindernis so zu bewältigen, dass der vordere (niedrige) Holm untertaucht und der hintere (höhere) Holm überklettert wird. Die Holme sollen den größtmöglichen Abstand erhalten.

### Messung
Die Zeitnahme erfolgt in ganzen Sekunden. Stoppzeichen ist das akustische Signal des Niedersprungs vom Barren. Fehler verlangen eine sofortige Korrektur und bedeuten Zeitverlust. Der bessere von zwei Durchgängen wird gewertet.
Nach Aufbau des Parcours können bei zügiger Organisation von einem Testleiter in einer Stunde etwa 20 Probanden geprüft werden. Ein Leistungsvergleich mit den Normentafeln ist nur bei strenger Einhaltung der Standardisierungsvorschriften sinnvoll.

## Testauswertung
Der WKP bietet verschiedene Möglichkeiten der Auswertung:
Intra-individueller Leistungsvergleich
Feststellung einer Leistungsveränderung bei derselben Person im Laufe einer Trainingseinheit oder der Entwicklung
Inter-individueller Leistungsvergleich
Feststellung des Leistungsstands innerhalb einer Klasse oder Sportgruppe
Intra-Gruppenvergleich
Feststellung der Leistungsveränderung einer Gruppe im Laufe einer Trainingseinheit oder Entwicklung
Inter-Gruppenvergleich
Feststellung der Leistungsniveaus verschiedener Gruppen
Überregionaler Vergleich
Feststellung des Leistungsniveaus am Maßstab der Alters-, Geschlechts- oder Leistungsgruppe, d. h. Messung an Normentafeln
Generationen-Vergleich
Feststellung einer Veränderung des Leistungsdurchschnitts nach Jahrzehnten. Dies bedeutet eine Wiederholung der Normierungen an großen repräsentativen Stichproben und ist nur über ein wissenschaftlich fundiertes Forschungsprojekt, etwa eine Dissertation, zu leisten.

## Normentafeln
Das Testmanual zum WKP enthält zwei Normentabellen zur Interpretation der Testergebnisse. Sie sind in der Quellenliteratur Warwitz 1982, Seiten 62 und 63 publiziert. Eine Tabelle erfasst das Leistungsspektrum der männlichen Schüler zwischen 11 und 21 Jahren sowie der männlichen Sportstudenten. Eine zweite liefert die Vergleichsdaten für die gleichaltrigen weiblichen Schüler und Studenten. Die nach Jahrgängen aufgeschlüsselten Testwerte wurden in Reihenuntersuchungen auf repräsentativer Basis gewonnen. Durch die zugeordneten Prozentränge lässt sich jede Testleistung in einer fünfstufigen Bewertungsskala von „unzureichend“ über „mängelbehaftet“, „durchschnittlich“, „gut“ bis „hervorragend“ beurteilen.

## Testbeurteilung
Der Reifegrad und Wert eines Testverfahrens lässt sich mittels sogenannter „Gütekriterien“ statistisch-mathematisch exakt messen. Aus der Konstruktionsdokumentation und aus der wissenschaftlichen Testliteratur ergibt sich danach für den WKP das folgende Bild:
1. Die Objektivität als Grad der Unabhängigkeit der Testergebnisse von Versuchsleiter und subjektiven Deutungen erreicht durch die strengen Standardisierungsvorgaben für die Testdurchführung und durch die Normentafeln für die Interpretation der Messergebnisse optimale Werte.
2. Die Validität als Grad der Aussagegültigkeit, dass der Test auch tatsächlich das misst, was er messen soll, wurde in Korrelationsreihen mit dem parallelen Lehrerurteil ein durchschnittlicher Koeffizient von r = .710 (Krammerbauer) und mit dem Schülerurteil (Chiffre-Methode) ein Wert von r = .614 (Warwitz) ermittelt, was als hoch einzustufen ist.
3. Die Reliabilität als Grad der Verlässlichkeit und Stabilität der Ergebnisse wurde mit der Retest-Methode bereits im Entstehungsprozess des Testverfahrens mit dem sehr hohen Wert von r = .938 sichergestellt. Nach der Splithalf-Methode errechnete Furrer an einer anderen Population den Koeffizienten r = .850.
4. Die Ökonomie als Grad der leichten Nutzbarkeit des Testverfahrens ergibt sich aus den in jeder Schule und Sporteinrichtung verfügbaren kostenlosen Testmaterialien, dem schnellen Aufbau mittels Schablonen, der personalsparenden Durchführung durch nur einen Testleiter und der raschen Auswertung durch Normentabellen.
5. Die Normierung als Kriterium der Vergleichbarkeit und Deutbarkeit der Messergebnisse ist durch die Bereitstellung verlässlicher Vergleichsdaten auf der Basis von 3668 Testabnahmen bei geschlechtsgetrennten Jahrgangsquoten von N > 100 über den gesamten Anwendungsbereich des WKP gegeben.

## Video
- Der „Wiener Koordinationsparcours“ von S. A. Warwitz, Video der Universität Bern